# Coba Ritsema
Jacoba Johanna Ritsema o Coba Ritsema (Haarlem, 1876 – Ámsterdam, 1961) fue una retratista neerlandesa del siglo XIX.

## Biografía
Jacoba, o Coba, nació el 1876 como hija de Coenraad Ritsema y su mujer Jeanette (Jannetje) Moulijn en una familia de artistas con una hermana y dos hermanos. En su familia ya había algunos artistas conocidos - su abuelo Jacob Ritsema fue un pintor aficionado, su padre era un litògrafo y el pintor y grabador Simon Moulijn era sobrino de su madre.
Su hermano estudió en la Academia de Düsseldorf desde los quince años, la misma edad en la que Coba empezó a emprender su camino en la rama artística. Su hermano fue profesor de dibujo en la Escuela de Haarlemse voor Kunstnijverheid desde 1891 hasta 1893. Su hermana Catalina trató de convertirse en una pianista -y más tarde se fue una intérprete de viola- y su hermano Johan estudió litografía como su padre. Desde 1893 hasta 1897, Coba estudió a la Rijksacademie van Beeldende Kunsten en Ámsterdam, donde aprendió en una clase especial para las mujeres artistas.
Las obras de Ritsema fueron descritas en 1947 por el crítico Johan van Eikeren como si «pudieran haber sido producidas por un hombre» -una cosa que se consideraba como un elogio en aquellos tiempo-. Sus trabajos solían venderse bien, a pesar de que no podía darse el lujo de negarse a hacer ciertas concesiones. Coba estaba muy unida a su hermano Jacob, y cuando él murió repentinamente el 1943, le costó superarlo - Jacob era también un pintor, y ella le consultaba mucho en su trabajo. El año 1957 ganó el premio Rembrandt, un premio concedido por la ciudad de Ámsterdam cada cinco años. En su vejez se mantuvo activa, aunque su estudio no era de fácil acceso para una persona de edad como ella, vivía en un cuarto piso y tenía sillas colocadas en cada planta, para poder descansar en ellas. En sus últimos años vivió en Pro Sinecure al Vondelstraat Ámsterdam, donde murió debido a su débil corazón en 1961.
Las obras de Ritsema están en exhibición al Museo Teyler y Mesdag van Calcar, pero también tiene una sala-exposición individual en el Frans Hals Museum.
Según el Rijksbureau voor Kunsthistorische Documentatie (RKD), Jacoba Johanna Ritsema fue una artista del grupo Amsterdamse Joffers y alumna de August Allebé, George Hendrik Breitner, Carel Lodewijk Dake, Fredrik Theodorus Grabijn, Jacob Ritsema (su hermano), Thérèse Schwartze y Nicolaas van der Waay.
Fue miembro del Gremio de San Lucas de Ámsterdam y del Pulchri Studio de La Haya, así como miembro de Teekengenootschap Pictura. En 1910 ganó la medalla de bronce de la Exposición Universal de Bruselas y en 1912 y 1923 ganó la medalla de plata de la ciudad de Ámsterdam. El año 1918 también ganó una medalla real entregada por la reina Guillermina de Prusia y en 1957, el premio Rembrandt.